# Dromen zijn bedrog
Dromen zijn bedrog is een single van Marco Borsato uit 1994, afkomstig van het album Marco. Het nummer geldt tot op heden als een van de succesvolste Nederlandstalige singles aller tijden.

## Achtergrond
Het ontstaan van Dromen zijn bedrog kwam in een periode dat Marco Borsato's succes behoorlijk was afgenomen. Begin jaren negentig had hij drie Italiaanstalige albums uitgebracht, maar van de derde, Giorno per giorno, werden er nog maar zo weinig verkocht dat het niet eens in de Album Top 100 terechtkwam. Ook zijn singles flopten behoorlijk en Marco moest zich beraden over zijn muzikale toekomst. Het was producer en componist John Ewbank die Marco ervan overtuigde dat hij het eens in het Nederlands moest proberen. Hiermee zou hij wellicht een groter publiek kunnen bereiken dan met zijn Italiaanse platen. Samen met Ewbank maakte Marco vervolgens zijn eerste Nederlandstalige album, getiteld Marco.
Dromen zijn bedrog werd de eerste single van het album. Het is een cover van Storie di tutti i giorni, een nummer van Riccardo Fogli, die er in 1982 het befaamde San Remo Festival mee had gewonnen. Han Kooreneef en Leo Driessen waren verantwoordelijk voor de Nederlandse versie (de tekst is geen vertaling van de oorspronkelijke Italiaanstalige versie, maar is geheel nieuw). De single werd in de zomer van 1994 uitgebracht.

## Hitsucces
Hoewel Dromen zijn bedrog in eerste instantie geen succes leek te gaan worden, kwam de single een paar weken nadat hij was uitgebracht binnen in de Nederlandse hitlijsten. Hierna begon Dromen zijn bedrog aan zijn opmars naar de nummer 1-positie, die het uiteindelijk op 24 september bereikte.
Het nummer bleef in de Nederlandse Top 40 uiteindelijk twaalf weken op nummer 1 staan. Hiermee werd het uit 1991 stammende record van (Everything I do) I do it for you van Bryan Adams met één week verbeterd. Vervolgens lukte het 18 jaar lang geen enkele single ook zo'n lange tijd op nummer 1 door te brengen in de Top 40. Wel kwamen vier singles er dicht bij door ieder 11 weken op nummer 1 door te brengen, waaronder Borsato zelf in 2006 met zijn single Rood. In de zomer van 2012 werd het record van 12 weken uiteindelijk gebroken door Gusttavo Lima, die met zijn single Balada 13 weken op nummer 1 stond in de Top 40.
In de Mega Top 50 stond Dromen zijn bedrog 13 weken op de eerste plaats. In deze lijst werd dat record in 2000 verbroken door Que si que no van Jody Bernal, dat 15 weken onafgebroken op nummer 1 wist te blijven.
Zowel in de Top 40 als de Mega Top 50 werd Dromen zijn bedrog vlak voor kerst 1994 onttroond door de Hermes House Band met I will survive. Desalniettemin werd Marco's single met afstand de hit van het jaar 1994. Uiteindelijk zou het nummer in het voorjaar van 1995 na 28 weken uit de Top 40 verdwijnen. In de Mega Top 50 stond de hit 34 weken genoteerd.
In navolging van het Nederlandse succes groeide de single ook in Vlaanderen uit tot een nummer 1-hit.
Dromen zijn bedrog heeft geen officiële videoclip gekend. In de periode dat het nummer hoog in de hitlijsten stond, werd er in muziekprogramma's vaak een live-versie van gebruikt.

## Verkoopcijfers
Al snel werden er 50.000 exemplaren van Dromen zijn bedrog verkocht, goed voor een gouden plaat. Marco kreeg deze in een televisie-uitzending uitgereikt door zijn latere vrouw Leontine Ruiters. Hierna werd de single platina, dubbel-platina, en uiteindelijk zelfs triple-platina. Er gingen meer dan 240.000 exemplaren van over de toonbank.

## Hitnoteringen

### Nederlandse Top 40
| Hitnotering: 20-08-1994 t/m 04-03-1995 | Hitnotering: 20-08-1994 t/m 04-03-1995 | Hitnotering: 20-08-1994 t/m 04-03-1995 | Hitnotering: 20-08-1994 t/m 04-03-1995 | Hitnotering: 20-08-1994 t/m 04-03-1995 | Hitnotering: 20-08-1994 t/m 04-03-1995 | Hitnotering: 20-08-1994 t/m 04-03-1995 | Hitnotering: 20-08-1994 t/m 04-03-1995 | Hitnotering: 20-08-1994 t/m 04-03-1995 | Hitnotering: 20-08-1994 t/m 04-03-1995 | Hitnotering: 20-08-1994 t/m 04-03-1995 | Hitnotering: 20-08-1994 t/m 04-03-1995 | Hitnotering: 20-08-1994 t/m 04-03-1995 | Hitnotering: 20-08-1994 t/m 04-03-1995 | Hitnotering: 20-08-1994 t/m 04-03-1995 | Hitnotering: 20-08-1994 t/m 04-03-1995 |
| Week                                   | 1                                      | 2                                      | 3                                      | 4                                      | 5                                      | 6                                      | 7                                      | 8                                      | 9                                      | 10                                     | 11                                     | 12                                     | 13                                     | 14                                     | 15                                     |
| -------------------------------------- | -------------------------------------- | -------------------------------------- | -------------------------------------- | -------------------------------------- | -------------------------------------- | -------------------------------------- | -------------------------------------- | -------------------------------------- | -------------------------------------- | -------------------------------------- | -------------------------------------- | -------------------------------------- | -------------------------------------- | -------------------------------------- | -------------------------------------- |
| Positie                                | 36                                     | 28                                     | 17                                     | 10                                     | 5                                      | 2                                      | 1                                      | 1                                      | 1                                      | 1                                      | 1                                      | 1                                      | 1                                      | 1                                      | 1                                      |
| Week                                   | 16                                     | 17                                     | 18                                     | 19                                     | 20                                     | 21                                     | 22                                     | 23                                     | 24                                     | 25                                     | 26                                     | 27                                     | 28                                     |                                        |                                        |
| Positie                                | 1                                      | 1                                      | 1                                      | 3                                      | 4                                      | 4                                      | 13                                     | 15                                     | 19                                     | 22                                     | 27                                     | 33                                     | 33                                     | uit                                    |                                        |

### NederlandseMega Top 50
| Hitnotering: 20-08-1994 t/m 15-04-1995 | Hitnotering: 20-08-1994 t/m 15-04-1995 | Hitnotering: 20-08-1994 t/m 15-04-1995 | Hitnotering: 20-08-1994 t/m 15-04-1995 | Hitnotering: 20-08-1994 t/m 15-04-1995 | Hitnotering: 20-08-1994 t/m 15-04-1995 | Hitnotering: 20-08-1994 t/m 15-04-1995 | Hitnotering: 20-08-1994 t/m 15-04-1995 | Hitnotering: 20-08-1994 t/m 15-04-1995 | Hitnotering: 20-08-1994 t/m 15-04-1995 | Hitnotering: 20-08-1994 t/m 15-04-1995 | Hitnotering: 20-08-1994 t/m 15-04-1995 | Hitnotering: 20-08-1994 t/m 15-04-1995 | Hitnotering: 20-08-1994 t/m 15-04-1995 | Hitnotering: 20-08-1994 t/m 15-04-1995 | Hitnotering: 20-08-1994 t/m 15-04-1995 | Hitnotering: 20-08-1994 t/m 15-04-1995 | Hitnotering: 20-08-1994 t/m 15-04-1995 | Hitnotering: 20-08-1994 t/m 15-04-1995 |
| Week                                   | 1                                      | 2                                      | 3                                      | 4                                      | 5                                      | 6                                      | 7                                      | 8                                      | 9                                      | 10                                     | 11                                     | 12                                     | 13                                     | 14                                     | 15                                     | 16                                     | 17                                     | 18                                     |
| -------------------------------------- | -------------------------------------- | -------------------------------------- | -------------------------------------- | -------------------------------------- | -------------------------------------- | -------------------------------------- | -------------------------------------- | -------------------------------------- | -------------------------------------- | -------------------------------------- | -------------------------------------- | -------------------------------------- | -------------------------------------- | -------------------------------------- | -------------------------------------- | -------------------------------------- | -------------------------------------- | -------------------------------------- |
| Positie                                | 37                                     | 25                                     | 16                                     | 8                                      | 3                                      | 1                                      | 1                                      | 1                                      | 1                                      | 1                                      | 1                                      | 1                                      | 1                                      | 1                                      | 1                                      | 1                                      | 1                                      | 1                                      |
| Week                                   | 19                                     | 20                                     | 21                                     | 22                                     | 23                                     | 24                                     | 25                                     | 26                                     | 27                                     | 28                                     | 29                                     | 30                                     | 31                                     | 32                                     | 33                                     | 34                                     |                                        |                                        |
| Positie                                | 2                                      | 4                                      | 4                                      | 7                                      | 11                                     | 13                                     | 16                                     | 23                                     | 23                                     | 28                                     | 29                                     | 33                                     | 33                                     | 36                                     | 43                                     | 50                                     | uit                                    |                                        |

### VlaamseUltratop 50
| Hitnotering week 1 t/m 18: 19-11-1994 t/m 18-03-1995 Hitnotering week 19 t/m 21: 01-04-1995 t/m 15-04-1995 | Hitnotering week 1 t/m 18: 19-11-1994 t/m 18-03-1995 Hitnotering week 19 t/m 21: 01-04-1995 t/m 15-04-1995 | Hitnotering week 1 t/m 18: 19-11-1994 t/m 18-03-1995 Hitnotering week 19 t/m 21: 01-04-1995 t/m 15-04-1995 | Hitnotering week 1 t/m 18: 19-11-1994 t/m 18-03-1995 Hitnotering week 19 t/m 21: 01-04-1995 t/m 15-04-1995 | Hitnotering week 1 t/m 18: 19-11-1994 t/m 18-03-1995 Hitnotering week 19 t/m 21: 01-04-1995 t/m 15-04-1995 | Hitnotering week 1 t/m 18: 19-11-1994 t/m 18-03-1995 Hitnotering week 19 t/m 21: 01-04-1995 t/m 15-04-1995 | Hitnotering week 1 t/m 18: 19-11-1994 t/m 18-03-1995 Hitnotering week 19 t/m 21: 01-04-1995 t/m 15-04-1995 | Hitnotering week 1 t/m 18: 19-11-1994 t/m 18-03-1995 Hitnotering week 19 t/m 21: 01-04-1995 t/m 15-04-1995 | Hitnotering week 1 t/m 18: 19-11-1994 t/m 18-03-1995 Hitnotering week 19 t/m 21: 01-04-1995 t/m 15-04-1995 | Hitnotering week 1 t/m 18: 19-11-1994 t/m 18-03-1995 Hitnotering week 19 t/m 21: 01-04-1995 t/m 15-04-1995 | Hitnotering week 1 t/m 18: 19-11-1994 t/m 18-03-1995 Hitnotering week 19 t/m 21: 01-04-1995 t/m 15-04-1995 | Hitnotering week 1 t/m 18: 19-11-1994 t/m 18-03-1995 Hitnotering week 19 t/m 21: 01-04-1995 t/m 15-04-1995 | Hitnotering week 1 t/m 18: 19-11-1994 t/m 18-03-1995 Hitnotering week 19 t/m 21: 01-04-1995 t/m 15-04-1995 | Hitnotering week 1 t/m 18: 19-11-1994 t/m 18-03-1995 Hitnotering week 19 t/m 21: 01-04-1995 t/m 15-04-1995 | Hitnotering week 1 t/m 18: 19-11-1994 t/m 18-03-1995 Hitnotering week 19 t/m 21: 01-04-1995 t/m 15-04-1995 | Hitnotering week 1 t/m 18: 19-11-1994 t/m 18-03-1995 Hitnotering week 19 t/m 21: 01-04-1995 t/m 15-04-1995 | Hitnotering week 1 t/m 18: 19-11-1994 t/m 18-03-1995 Hitnotering week 19 t/m 21: 01-04-1995 t/m 15-04-1995 | Hitnotering week 1 t/m 18: 19-11-1994 t/m 18-03-1995 Hitnotering week 19 t/m 21: 01-04-1995 t/m 15-04-1995 | Hitnotering week 1 t/m 18: 19-11-1994 t/m 18-03-1995 Hitnotering week 19 t/m 21: 01-04-1995 t/m 15-04-1995 | Hitnotering week 1 t/m 18: 19-11-1994 t/m 18-03-1995 Hitnotering week 19 t/m 21: 01-04-1995 t/m 15-04-1995 | Hitnotering week 1 t/m 18: 19-11-1994 t/m 18-03-1995 Hitnotering week 19 t/m 21: 01-04-1995 t/m 15-04-1995 | Hitnotering week 1 t/m 18: 19-11-1994 t/m 18-03-1995 Hitnotering week 19 t/m 21: 01-04-1995 t/m 15-04-1995 | Hitnotering week 1 t/m 18: 19-11-1994 t/m 18-03-1995 Hitnotering week 19 t/m 21: 01-04-1995 t/m 15-04-1995 | Hitnotering week 1 t/m 18: 19-11-1994 t/m 18-03-1995 Hitnotering week 19 t/m 21: 01-04-1995 t/m 15-04-1995 |
| Week | 1 | 2 | 3 | 4 | 5 | 6 | 7 | 8 | 9 | 10 | 11 | 12 | 13 | 14 | 15 | 16 | 17 | 18 | | 19 | 20 | 21 | |
| --- | --- | --- | --- | --- | --- | --- | --- | --- | --- | --- | --- | --- | --- | --- | --- | --- | --- | --- | --- | --- | --- | --- | --- |
| Positie | 40 | 22 | 14 | 6 | 4 | 2 | 1 | 1 | 2 | 2 | 3 | 6 | 10 | 15 | 27 | 37 | 43 | 50 | uit | 48 | 43 | 41 | uit |

### VlaamseRadio 2 Top 30
| Hitnotering: 10-12-1994 t/m 25-02-1995 | Hitnotering: 10-12-1994 t/m 25-02-1995 | Hitnotering: 10-12-1994 t/m 25-02-1995 | Hitnotering: 10-12-1994 t/m 25-02-1995 | Hitnotering: 10-12-1994 t/m 25-02-1995 | Hitnotering: 10-12-1994 t/m 25-02-1995 | Hitnotering: 10-12-1994 t/m 25-02-1995 | Hitnotering: 10-12-1994 t/m 25-02-1995 | Hitnotering: 10-12-1994 t/m 25-02-1995 | Hitnotering: 10-12-1994 t/m 25-02-1995 | Hitnotering: 10-12-1994 t/m 25-02-1995 | Hitnotering: 10-12-1994 t/m 25-02-1995 | Hitnotering: 10-12-1994 t/m 25-02-1995 | Hitnotering: 10-12-1994 t/m 25-02-1995 |
| Week                                   | 1                                      | 2                                      | 3                                      | 4                                      | 5                                      | 6                                      | 7                                      | 8                                      | 9                                      | 10                                     | 11                                     | 12                                     |                                        |
| -------------------------------------- | -------------------------------------- | -------------------------------------- | -------------------------------------- | -------------------------------------- | -------------------------------------- | -------------------------------------- | -------------------------------------- | -------------------------------------- | -------------------------------------- | -------------------------------------- | -------------------------------------- | -------------------------------------- | -------------------------------------- |
| Positie                                | 7                                      | 5                                      | 3                                      | 1                                      | 3                                      | 3                                      | 3                                      | 6                                      | 4                                      | 11                                     | 16                                     | 25                                     | uit                                    |

### NPO Radio 2 Top 2000
| Nummer met noteringen in de NPO Radio 2 Top 2000 | '99 | '00 | '01 | '02 | '03 | '04 | '05 | '06 | '07 | '08 | '09 | '10 | '11 | '12 | '13  | '14  | '15 | '16  | '17  | '18  | '19  | '20  |
| ------------------------------------------------ | --- | --- | --- | --- | --- | --- | --- | --- | --- | --- | --- | --- | --- | --- | ---- | ---- | --- | ---- | ---- | ---- | ---- | ---- |
| Dromen zijn bedrog                               | 117 | 283 | 255 | 488 | 465 | 202 | 274 | 225 | 403 | 275 | 356 | 735 | 820 | 957 | 1065 | 1145 | 986 | 1357 | 1605 | 1290 | 1287 | 1771 |

1. ↑  Een vetgedrukt getal geeft de hoogste notering aan.
2. ↑  Deze tabel is bijgewerkt tot en met de meest recente editie (2024).

### JOE FM Hitarchief Top 2000
| "Dromen zijn bedrog" | "Dromen zijn bedrog" | "Dromen zijn bedrog" | "Dromen zijn bedrog" | "Dromen zijn bedrog" |
| Jaar                 | 2009                 | 2010                 | 2011                 | 2012                 |
| -------------------- | -------------------- | -------------------- | -------------------- | -------------------- |
| Positie              | 64                   | 62                   | 55                   | 77                   |

## Covers
Het nummer is in het Duits gecoverd door Nico Gemba. Het is ook in het Afrikaans gecoverd door de Zuid-Afrikaanse zanger Danie Niehaus.